# Erwin Damian
Erwin Damian (* 23. März 1912 in St. Wendel-Hoof/Saarland; † 16. Januar 2004) war ein deutscher Pädagoge und Schriftsteller.

## Leben
Erwin Damian besuchte in Zweibrücken die Grundschule und Oberrealschule. Er studierte ab 1931 in München, Kopenhagen und Greifswald Germanistik, Geschichte und Geographie. Seine beiden Staatsexamen absolvierte Damian in München. 1941 wurde er zum Kriegsdienst in die Marine einberufen und geriet an der Ostsee in britische Gefangenschaft. Er war von 1937 bis 1974 im höheren Schuldienst tätig, am Leibniz-Gymnasium in Neustadt war er seit 1971 Studiendirektor. Seit den 1930er Jahren und insbesondere seit 1947 wurde er literarisch tätig, veröffentlichte Werke in Zeitschriften, Zeitungen und im Rundfunk, darunter Hörspiele. Damian war Gründungsmitglied des Literarischen Vereins der Pfalz nach dem Zweiten Weltkrieg und wirkte dort im Vorstand. Er wohnte mit Unterbrechungen seit 1939 in Neustadt an der Weinstraße.

## Auszeichnungen
- 1973 Pfalzpreis für Literatur des Bezirksverbandes Pfalz[1]
- 1988 Martha-Saalfeld-Medaille

## Werke
- Zehn Gedichte. Verlag der Blätter für d. Dichtung, Hamburg 1936
- Ende des Sommers, Gedichte. Zweibrücker Handpresse 1978
- Taurisches Tagebuch, auf den Felsen vom Kap Takyl. Pfälzische Verlagsanstalt, Neustadt (Weinstrasse) 1980
- Schnookes. Eine Aus- und Nachlese pfälzischen Humors in Mundart und Hochdeutsch – Jahresgabe des Literarischen Vereins der Pfalz 1984. ISBN 978-0387157733
- Das Regenkind, Gedichte. Verlag W. Gräber, Neustadt/Weinstraße 1988, ISBN 3-9801574-1-5
- Römische Begebenheit, Erzählung. Haag und Herschen 1989, ISBN 978-3892283836
- Die Wahl des Mister Poe, Erzählungen. edition fischer im R. G. Fischer Verlag, Frankfurt (Main) 1996, ISBN 3-89501-445-1
- Das Kind, Erzählung. Egelsbach, Frankfurt a. M. 1999, ISBN 978-3-8267-4397-9